# Фаттах, Алаа Абдель
Алаа Абдель Фаттах (араб. علاء أحمد سيف الإسلام عبد الفتاح‎, род. 18 ноября 1981, Каир) — египетский блогер, оппозиционный политический активист, политический заключенный.

## Биография
Родился в семье адвоката, правозащитника и коммуниста Ахмеда Сейфа Эль-Ислама, его мать Лайла Суейф — профессор математики Каирского университета. Его сёстры Санаа и Мона Сейф тоже стали заметными активистками.
Алаа Абдель Фаттах был одним из первых, кто начал в Египте вести политические блоги, в которых он критиковал власти страны. Он принимал активное участие в революции 2011 года, в результате которой ушел в отставку президент Хосни Мубарак. В частности, он выходил на площадь Тахрир и в интернете призывал к отставке Мубарака.
В ноябре 2013 года он был арестован, а в июне 2014 года его приговорили к 15 годам тюремного заключения за призывы к организации выступлений против нового закона, ограничивающего право на демонстрации.
Спустя некоторое время этот приговор был отменен после многочисленных протестов. Но в октябре 2014 года уголовное дело было возбуждено повторно, и Фаттах и его сторонники снова были арестованы. В феврале 2015 года Фаттаха приговорили к 5 годам заключения.
После отбытия срока Фаттаха освободили в марте 2019 года.
Однако в сентябре 2019 года его вновь арестовали. В декабре 2021 года его приговорили к 5 годам заключения по обвинению в распространении «ложной информации, подрывающей национальную безопасность».
В апреле 2022 года он начал голодовку в знак протеста против содержания в одиночном заключении и отказе предоставить книги. В ноябре 2022 года 67 французских депутатов парламента Франции и Европарламента потребовали его освобождения. Его срок заключения истек 29 сентября 2014 года, но его не освободили, так как заключение под стражей до приговора ему не зачли.